# علي أباد (غلبايغان)
علي أباد (بالإنجليزية: Aliabad, Golpayegan)‏ هي قرية تقع في قسم كناررودخانه الريفي في إيران. يقدر عدد سكانها بـ 40 نسمة .